# 麻栎
麻櫟（學名：Quercus acutissima）是一種產自東亞洲的中國、韓國及日本的橡木，現時在北美洲亦布種植。它們是土耳其櫟的近親，同被編入麻櫟類中。
麻櫟是中型的橡木，可以生長達25—30米高，樹幹直徑達1.5米。樹皮呈深灰色及有深的皺紋。葉子長8—20厘米，每邊有14—20個細小三角形的鋸齒。
花朵是以風力傳播花粉的柔荑花。果實是坚果，約於授粉後18個月成熟，長2—3厘米及闊2厘米，底部呈橙色，頂部漸變為綠褐色。外殼深1.5—2厘米，表面有長4—8毫米的軟毛。果味很苦，但卻仍有松鴉及白鴿等會吃，而松鼠只會在沒有其他食物時才吃。

## 種植及用途
麻櫟在北美洲東部廣泛被種植且已自然化，在歐洲雖有種植但未曾自然化。很多在北美洲的麻櫟都是為野生動物的食物而種植，因它有較原產的橡樹有更豐富的果實產量，不過由於其苦味使得不怎麼受歡迎。麻櫟樹亦生長較快，卻引發了入侵物種的問題。麻櫟的木材有其他橡樹的特徵，不過卻很易裂開，故此只可作為圍欄之用。

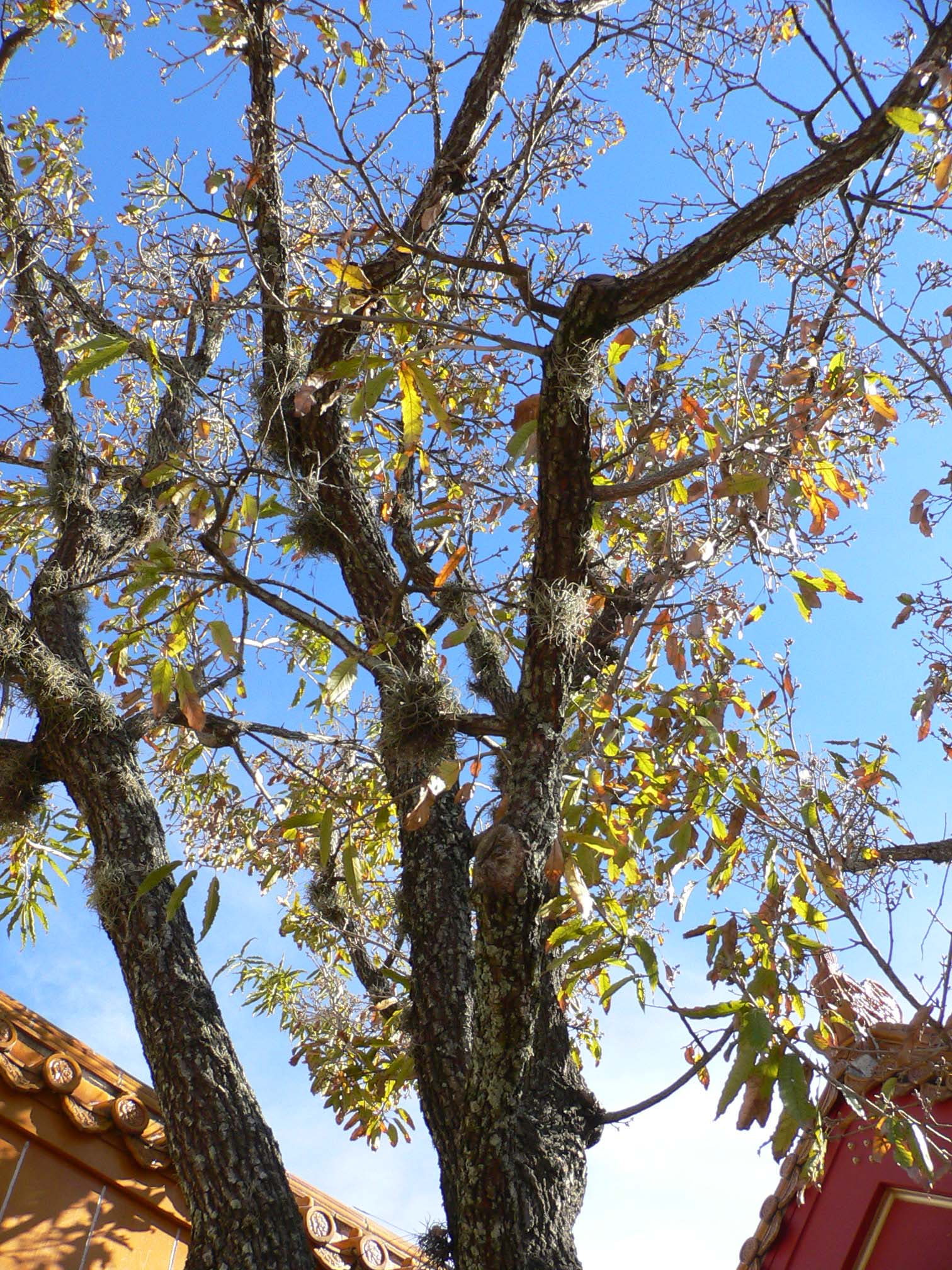
麻櫟樹枝
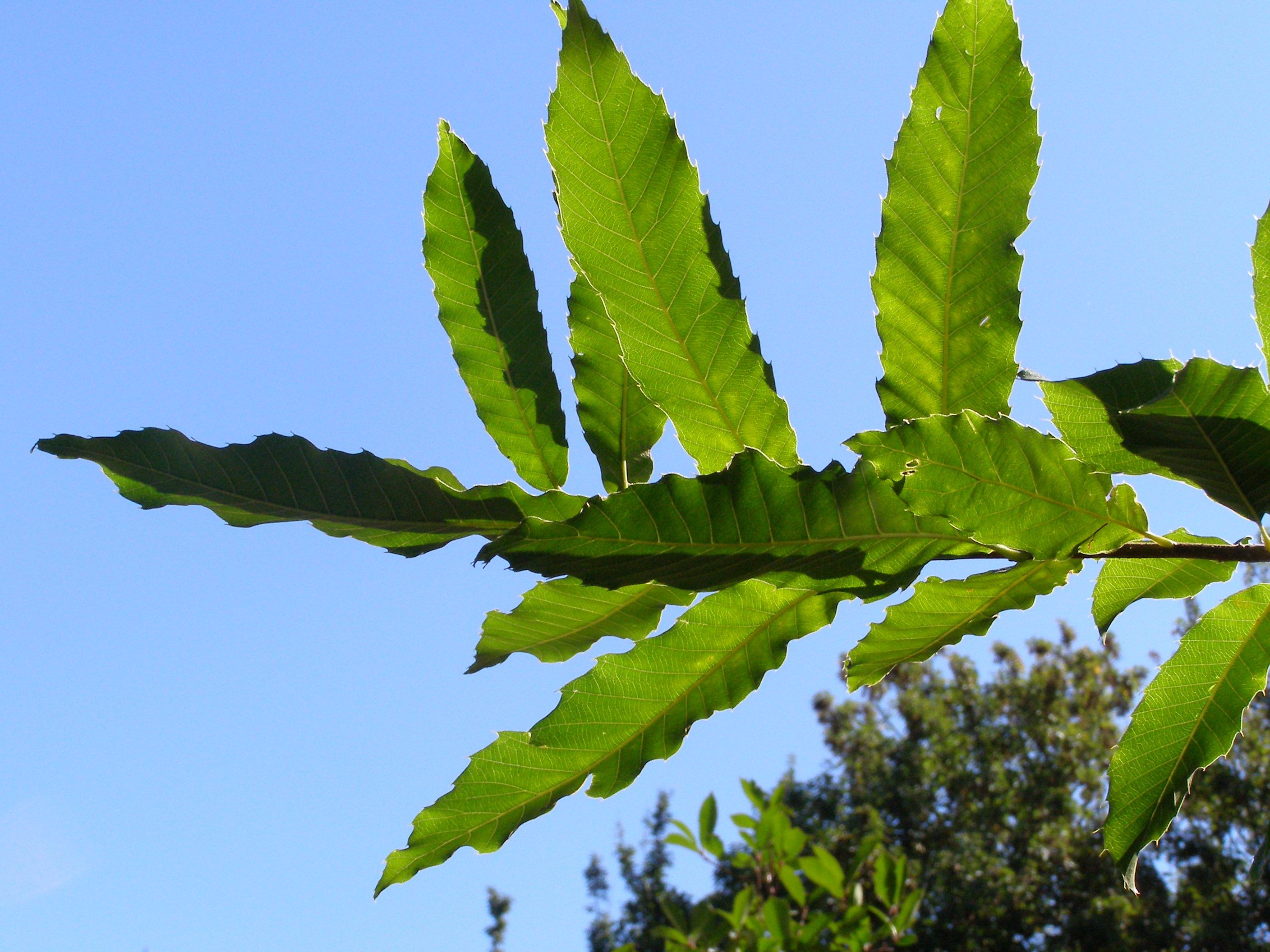
麻櫟葉子
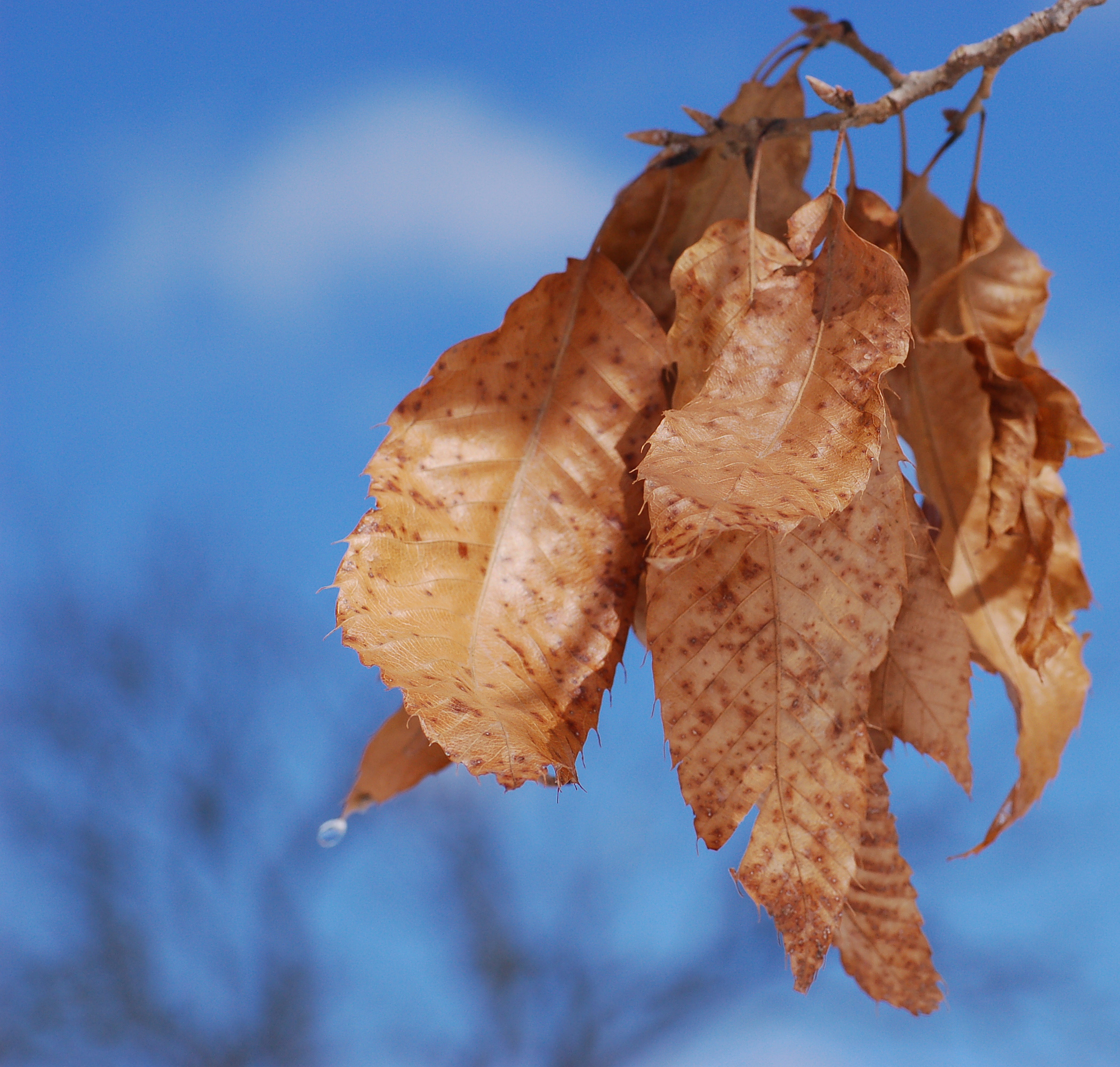
枯乾的麻櫟葉子
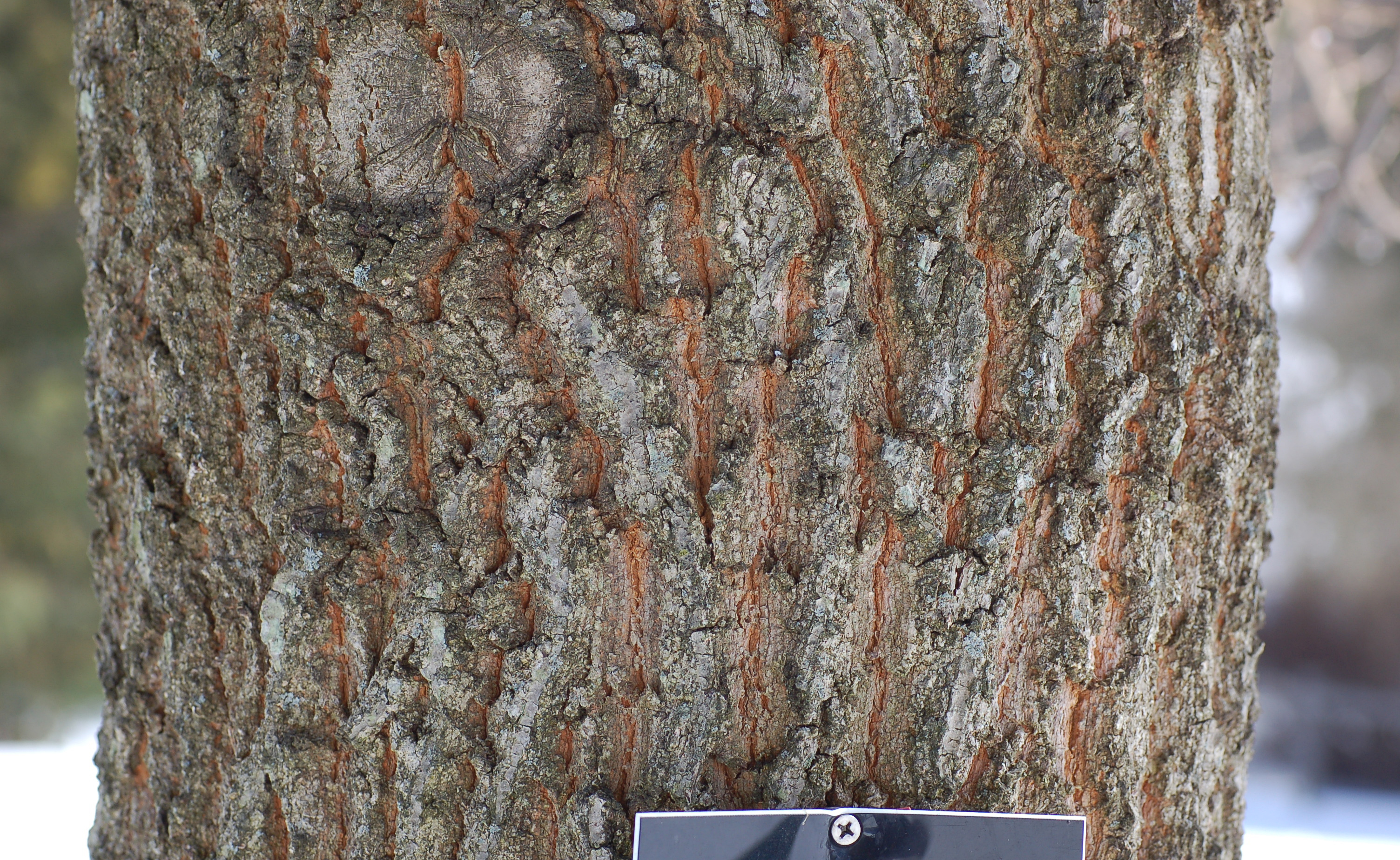
麻櫟的樹皮

1. ↑  Carrero, C. . The IUCN Red List of Threatened Species. 2019, 2019  [March 21, 2023].